# Rhodoprasina floralis
Rhodoprasina floralis är en fjärilsart som beskrevs av Butler 1877. Rhodoprasina floralis ingår i släktet Rhodoprasina och familjen svärmare. Inga underarter finns listade.